# Cricolaimus elongatus
Cricolaimus elongatus är en rundmaskart som beskrevs av Rowland Southern 1914. Cricolaimus elongatus ingår i släktet Cricolaimus och familjen Leptolaimidae. Arten är reproducerande i Sverige. Inga underarter finns listade i Catalogue of Life.